# Estilo do Soberano canadense
O estilo e título do soberano canadense é o modo formal de tratamento do monarca do Canadá derivado das tradições de titulação monárquica da Coroa britânica e do Reino de França, anteriormente vigentes nas suas respectivas colônias americanas. 
Os territórios canadenses estiveram sob a soberania de britânicos e franceses alternadamente até a formação da Confederação do Canadá em 1867, quando a monarquia canadense passou a figurar de forma autônoma. O estilo real empregado atualmente é uma combinação de um estilo que se origina no início do século XVII e um título estabelecido pela lei canadense em 1953.

## Estilo atual
Em 1953, um ano após a ascensão de Isabel II ao trono, o Parlamento do Canadá aprovou o "Ato de Títulos e Tratamentos Reais", estabelecendo o consentimento parlamentar para a emissão de uma proclamação real que alterava o título do monarca sendo então utilizado. A proclamação real relevante foi emitida em 28 de maio, poucos dias antes de sua coroação. A partir da ascensão de Carlos III em 2022, o estilo e os títulos do soberano no Canadá são:
| “ | Sua Majestade Carlos III, pela graça de Deus, do Reino Unido, do Canadá e de Outros Reinos e Territórios, Rei, Chefe da Comunidade das Nações, Defensor da Fé. | ” |

O estilo e os títulos foram compostos durante o reinado de Isabel II para mencionar distintamente o Canadá, de modo a destacar que o soberano é compartilhado por este e outros domínios, sendo monarca do Canadá e do Reino Unido separadamente, bem como dos então seis (atualmente 13) outros Reinos da Commonwealth. Quando aprovado para Isabel II em 1953, esse tratamento era similar aos títulos da monarca em seus outros reinos. Apenas o Canadá mantém este título; todos os outros, exceto o próprio Reino Unido, removeram a referência ao Reino Unido.
O monarca é normalmente tratado pelo título de "Rei do Canadá" e espera-se que se refira a si mesmo como "Rei do Canadá" quando estiver ou agir no exterior em nome do país. Por exemplo, Isabel II afirmou em 1973: "é como Rainha do Canadá que estou aqui, Rainha do Canadá e de todos os canadenses, não apenas de uma ou duas linhagens ancestrais." Desde que o título foi adotado, o governo federal canadense promoveu seu uso como um símbolo da soberania e independência do Canadá. Em 1957, o Primeiro-ministro John Diefenbaker afirmou que "'Rainha do Canadá' é um termo que gostamos de utilizar porque representa totalmente o seu papel nesta ocasião."
O título também está incluído no Juramento de Fidelidade e no Juramento de Cidadania como ELIZABETH II DEI GRATIA REGINA CANADA (forma latina para "Isabel II, pela Graça de Deus Rainha, do Canadá". Esta variação figura no reverso de várias medalhas no sistema de honras canadense.

## Forma de tratamento
O uso das formas de tratamento "Alteza" e "Majestade" remonta aos costumes de tratamento britânicos do século XII. Durante o reinado de Jaime VI da Escócia, no entanto, "Majestade" tornou-se o tratamento oficial do Soberano britânico em detrimento de todos os outros e o costume foi trazido para as colônias britânicas da América do Norte. Após a formação da Confederação do Canadá em 1867 e o subsequente processo constitucional que encerrou a soberania da Coroa britânica na região, o uso do tratamento foi mantido em referência ao monarca canadense. Ao contrário do Reino Unido, onde o soberano é referido nos tratados e nos passaportes britânicos como "Sua Majestade Britânica" (His  Britannic Majesty), o soberano no Canadá é referido simplesmente como "Sua Majestade" (Sa Majesté ou His Majesty).

## História
Após a Confederação Canadense em 1867, o Primeiro-ministro John A. Macdonald referiu-se repetidamente à Rainha Vitória como "Rainha do Canadá" mesmo após o país não ser autorizado a utilizar a nomenclatura "Reino do Canadá". Seguindo esta tradição política, o Primeiro-ministro Wilfrid Laurier defendeu que o título fosse incluído na proclamação de coroação de Eduardo VII em 1902. Este desejo não foi atentido, no entanto, e o Canadá herdou o título britânico completo quando o país conquistou a independência legislativa do Reino Unido em 1931.

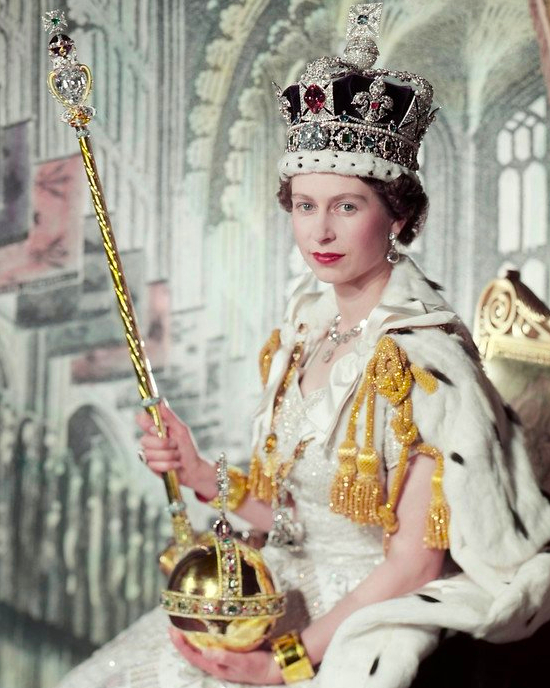
Isabel II, a primeira monarca canadense a receber o título de "Rainha do Canadá" (r. 1952–2022).

Em 1945, o membro liberal do Parlamento Eugène Marquis apresentou uma moção na Câmara dos Comuns do Canadá propondo que uma mudança no título real fosse debatida na próxima Conferência de Primeiros-Ministros da Commonwealth. Marquis sugeriu que o título incluísse cada um dos domínios reais, dando-lhe a designação de "Rei do Canadá". A moção não foi aprovada e, apenas em 1948, a forma de tratamento foi modificada pelo Ato de Títulos e Estilo Real que também removeu o termo "Imperador da Índia" do título do soberano canadense. Em 1949, o governo canadense sugeriu sem sucesso que o título régio fosse alterado para "Jorge VI, pela graça de Deus, do Canadá e das outras Nações da Comunidade Britânica, Rei". Na época, Robert Gordon Robertson, então membro do Secretariado do Gabinete, opinou que os canadenses não gostariam do título de "Rei do Canadá", já que "a maioria dos canadenses não se percebiam como cidadãos de uma monarquia ou nem de uma república". De toda a forma, em 1950, quando William Ferdinand Alphonse Turgeon foi enviado à Irlanda como Embaixador do Canadá, o Gabinete desejou que Jorge VI fosse referido nas cartas credenciais como "Rei do Canadá". Os secretários do rei se opuseram fortemente, alegando que o monarca tinha apenas um título legal e as cartas de Turgeon acabaram usando o título régio integral de Jorge VI, que se referia a ele como "Rei da Grã-Bretanha e Irlanda".
As proclamações da ascensão de Isabel II em fevereiro de 1952 diferiram entre o Canadá e o Reino Unido; neste último, a nova monarca foi referida de forma não convencional como "Rainha Isabel II pela Graça de Deus, Rainha deste Reino e de Seus outros Reinos e Territórios", enquanto o Conselho Privado Canadense seguiu a formalidade da lei proclamando-a como "Isabel II, pela Graça de Deus, da Grã-Bretanha, Irlanda e dos Domínios Britânicos de Além-Mar". As divergências entre os reinos independentes levaram a discussões entre os primeiros-ministros da Commonwealth antes de uma reunião em Londres em dezembro de 1952. O então Primeiro-ministro canadense Louis St. Laurent afirmou que era importante que uma nova composição para o título real fosse acordada por todos os reinos para "enfatizar o fato de que a rainha é a Rainha do Canadá, independentemente de sua soberania sobre outras nações". O formato sugerido pelo Canadá seria: "Isabel II, pela Graça de Deus, Rainha do Canadá e de Seus outros Reinos e Territórios, Chefe da Comunidade Britânica, Defensora da Fé". 

### Títulos dos soberanos canadenses
| Período   | Título | Lei complementar              | Monarca                     |
| --------- | --- | ----------------------------- | --------------------------- |
| 1867-1876 | Pela Graça de Deus do Reino Unido da Grã-Bretanha e Irlanda Rainha, Defensora da Fé                                                                             | —                             | Vitória                     |
| 1876-1901 | Pela Graça de Deus do Reino Unido da Grã-Bretanha e Irlanda Rainha, Defensora da Fé, Imperatriz da Índia                                                        | Ato dos Títulos Reais de 1876 | Vitória                     |
| 1901      | Pela Graça de Deus do Reino Unido da Grã-Bretanha e Irlanda Rei, Defensor da Fé, Imperador da Índia                                                             | Common law                    | Eduardo VII                 |
| 1901-1927 | Pela Graça de Deus, do Reino Unido da Grã-Bretanha e Irlanda e dos Domínios Britânicos de além-mar, Rei, Defensor da Fé, Imperador da Índia                     | Ato dos Títulos Reais de 1901 | Eduardo VIIJorge V          |
| 1927-1948 | Pela Graça de Deus, do Reino Unido da Grã-Bretanha, Irlanda e dos Domínios Britânicos de além-mar, Rei, Defensor da Fé, Imperador da Índia                      | Ato dos Títulos Reais de 1927 | Jorge VEduardo VIIIJorge VI |
| 1948-1952 | Pela Graça de Deus, do Reino Unido da Grã-Bretanha, Irlanda e dos Domínios Britânicos de além-mar, Rei, Defensor da Fé                                          | Ato dos Títulos Reais de 1947 | Jorge VI                    |
| 1952-1953 | Pela Graça de Deus, do Reino Unido da Grã-Bretanha, Irlanda e dos Domínios Britânicos de além-mar, Rainha, Defensora da Fé                                      | Common law                    | Isabel II                   |
| 1953-2022 | Pela Graça de Deus, do Reino Unido da Grã-Bretanha e Irlanda do Norte e de Outros Reinos e Territórios, Rainha, Chefe da Comunidade das Nações, Defensora da Fé | Ato dos Títulos Reais de 1953 | Isabel II                   |
| 2022-     | Pela Graça de Deus, do Reino Unido da Grã-Bretanha e Irlanda do Norte e de Outros Reinos e Territórios, Rei, Chefe da Comunidade das Nações, Defensor da Fé     | Common law                    | Carlos III                  |